# Brodiaea stellaris
Brodiaea stellaris là một loài thực vật có hoa trong họ Măng tây. Loài này được S.Watson mô tả khoa học đầu tiên năm 1882.